# Gloria (sistema de aquecimento)

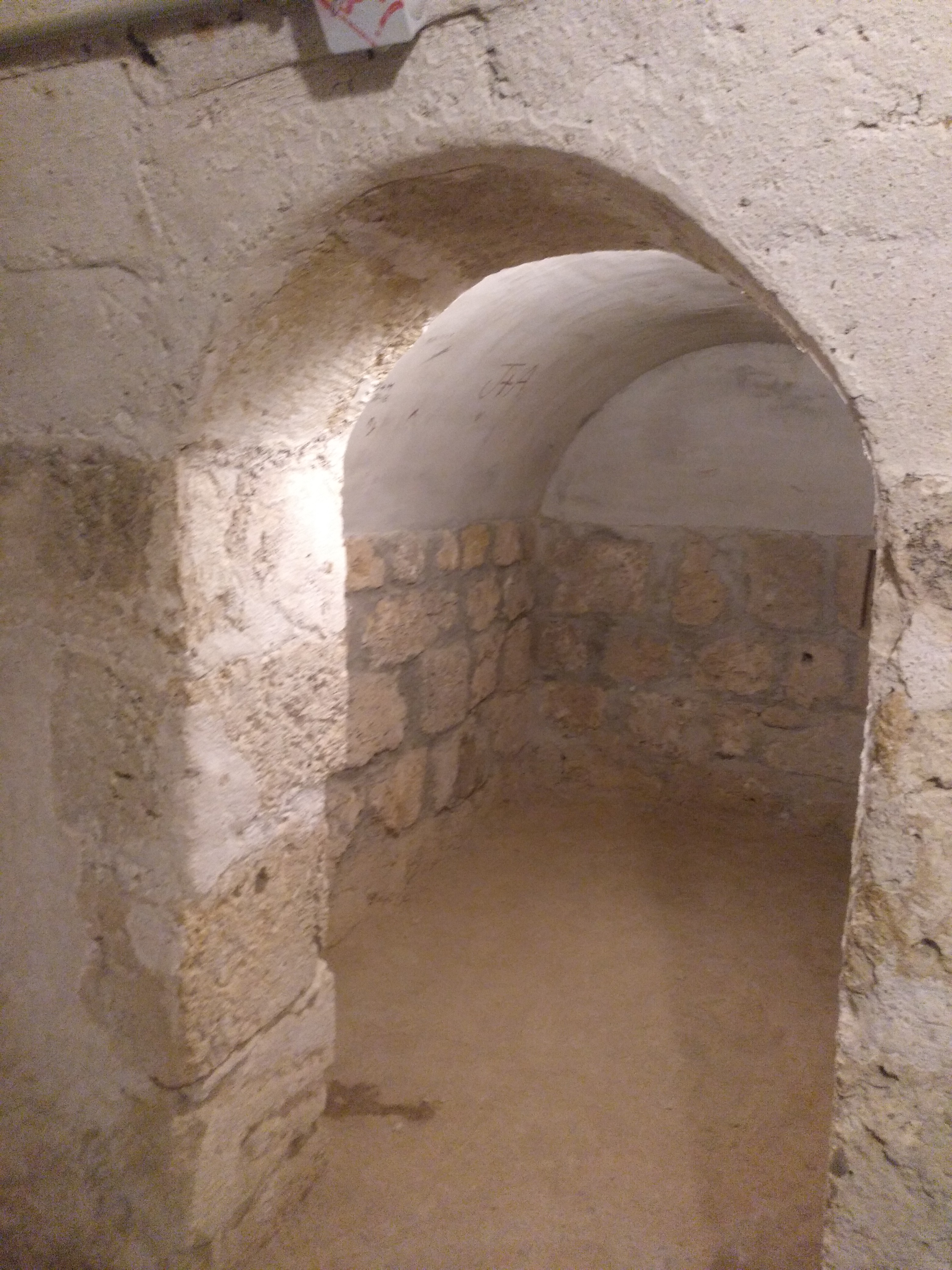
Interior da gloria do Monasterio de Piedra, Espanha.

Gloria (que significa glória em espanhol) é um sistema de aquecimento central usado em Castela, desde a Idade Média. É um descendente direto do hipocausto romano e, devido à sua lenta taxa de combustão, permite que as pessoas usem combustíveis menores e mais baratos, como folhas, feno ou galhos, em vez de madeira.

## Descrição
A gloria consiste numa fornalha, geralmente localizada do lado de fora (num pátio, por exemplo), que queima o combustível, e uma ou mais condutas que correm sob o piso das salas a serem aquecidas. Os gases quentes de escape da combustão passam por estas condutas e depois são libertados para o exterior através de uma chaminé vertical.
Historicamente, as glorias usavam agulhas de pinheiro como combustível e pinhas para acender gravetos, o que aproveitava o que de outra forma seria material residual e economizava lenha para cozinhar e forjar, bem como feno e silagem para forragem animal.
O sistema é mais eficiente do que uma lareira, porque a taxa de combustão (e, portanto, a saída de calor) pode ser regulada restringindo o fluxo de ar na caixa de fogo, o que também torna ajustável a quantidade de calor libertado. Além disso, o ar necessário para a combustão não precisa de passar pelo interior do edifício, o que reduz as correntes de ar frio. Finalmente, como a caixa de fogo não é aberta para o interior, não há risco de encher o interior com fumo. Um benefício adicional reside na capacidade de arrefecer o edifício abrindo a estrutura sem acende-la.
A gloria continua a ser usada na Meseta Central, especialmente em Castela e Leão.
O equivalente moderno da glória seria o aquecimento de piso usando água quente encanada sob o piso para aquecer as salas.